# Ari’el Harusz
Ari’el Harusz (ur. 8 lutego 1988 w Jerozolimie) – izraelski piłkarz występujący na pozycji bramkarza w Hapoelu Tel Awiw. Wcześniej grał w Beitarze Jerozolima, którego jest wychowankiem i Maccabi Netanja. W reprezentacji Izraela zadebiutował w 2012 roku.